# GUNDAM战争宇宙
《GUNDAM战争宇宙》是由Artdink开发，万代南梦宫游戏于2008年7月17日发行的PlayStation Portable主机独占游戏。本游戏是《GUNDAM激鬥年代記》的续集。是《GUNDAM BATTLE》系列第四部作品。

## 玩法
与系列作品一样，本作以动画宇宙世纪为背景。玩家最初扮演吉恩公国或地球联邦军的士兵。随其中一个时代完结，玩者可以选择新的势力。在前作中客串加入的《機動戰士GUNDAM ZZ》、《機動戰士GUNDAM 逆襲的夏亞》在本作中正式追加，并客串追加了《机动战士GUNDAM 闪光的哈萨维》（《闪光的哈萨维》是首次在动作游戏中登场）、《機動戰士GUNDAM F91》。游戏场景则追加了“宇宙矿山”、“平原”、“空中”。在前作中，任务数为144，搭乘机体数为148。而本作中，机体数超过了200。

### 登场作品
游戏中有以下作品中登场：
- 機動戰士GUNDAM
- MSV
- 机动战士高达 第08MS小队
- 机动战士高达0080 口袋中的战争
- 机动战士GUNDAM外传 THE BLUE DESTINY
- 機動戰士GUNDAM外傳 殖民地墮落之地
- 吉恩前线 机动战士高达0079
- 機動戰士GUNDAM戰記 Lost War Chronicles
- 机动战士高达 CLIMAX U.C.
- 机动战士GUNDAM MS战线0079
- 機動戰士GUNDAM外傳 宇宙、閃光的盡頭…
- 机动战士高达0083 星尘的回忆
- 機動戰士Z GUNDAM
- GUNDAM前哨戰
- 機動戰士GUNDAM ZZ
- 机动战士GUNDAM 逆袭的夏亚
- 机动战士GUNDAM 闪光的哈撒韦（客串登场）
- 機動戰士GUNDAM F91（客串登场）
- 汤尼岳崎的高达漫画